# Thomas Coryate

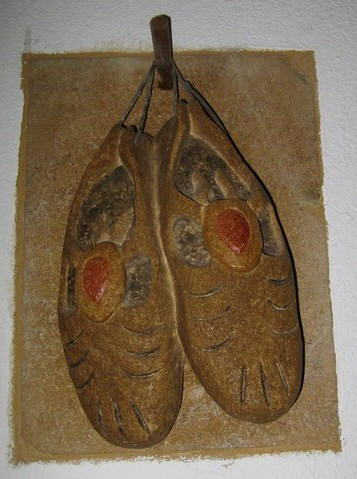
Réplique des chaussures de Thomas Coryate conservée dans l’église d'Odcombe

Thomas Coryate ou Coryat (Crewkerne (Somerset), v.1577-Surat, décembre 1617) est un écrivain voyageur anglais.

## Biographie
Fils du recteur d'Odcombe, il étudie à Winchester College (1591-1596) puis à Gloucester Hall (Oxford) (1596-1599). Il travaille ensuite comme bouffon du fils du roi James Ier, le prince Henry et devient une des figures les plus connues de la cour (1603-1607) avec John Donne et Ben Johnson.
En 1608, il décide de se lancer dans l'exploration et effectue un tour d'Europe. Il visite ainsi Paris, Turin, Venise, Francfort et la Hollande.
En octobre 1612, il part pour un voyage en Inde. Il passe à Constantinople, Damas, Jérusalem et Alep et arrive en Inde à pied par Ispahan et Kandahar, visitant Ajmer, Agra, Hardwar et Mandu où sir Thomas Roe le présente au Grand Mogul à qui il s'adresse en persan.
Coryate préparait son retour en Europe lorsqu'il meurt de dysenterie en décembre 1617 à Surate.

## Œuvres

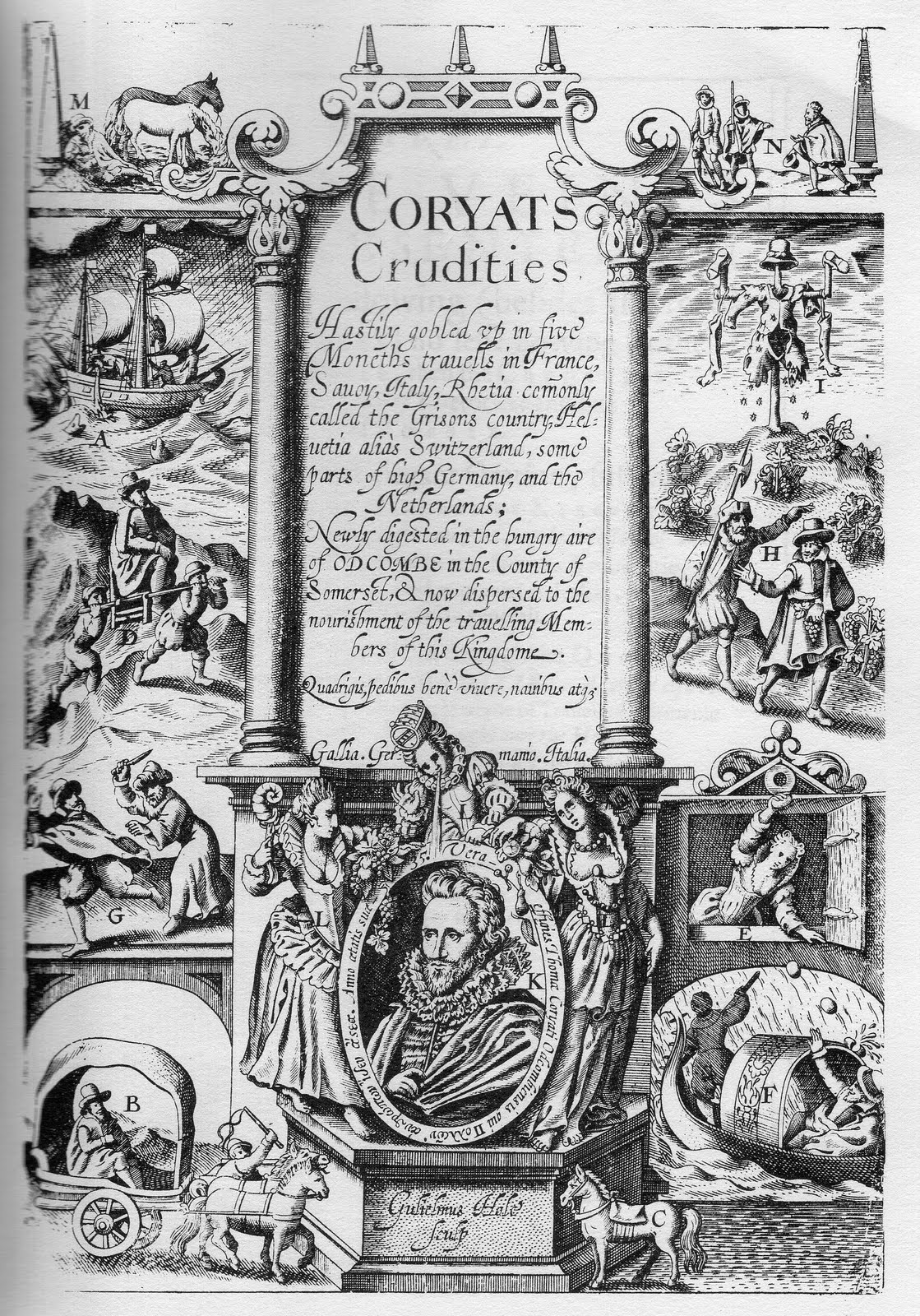
Page de titre des Coryat's Crudities

- Coryat's Crudities hastily gobbled up in Five Months Travels in France, Italy, 1611 [traduction partielle par Robert de Lasteyrie, « Voyage à Paris de Thomas Coryate (1608) », Mémoires de la Société de l'Histoire de Paris et de l'Ile-de- France, 1879, p. 24-53. Numérisé sur gallica
- Greetings from the Court of the Great Mogul, 1616
- Hakluytus Posthumus or Purchas his Pilgrimes, contayning a History of the World in Sea Voyages and Lande Travells, by Englishmen and others, 1625